# Műkorcsolya a 2017. évi téli európai ifjúsági olimpiai fesztiválon
A 2017. évi téli európai ifjúsági olimpiai fesztivál műkorcsolya versenyszámait Törökországban, Erzurumban, az Erzurum Jégkorcsolya Arénában rendezték február 13. és 15-e között.

## Összesített éremtáblázat
| A 2017. évi téli európai ifjúsági olimpiai fesztivál összesített éremtáblázata műkorcsolyában | A 2017. évi téli európai ifjúsági olimpiai fesztivál összesített éremtáblázata műkorcsolyában | A 2017. évi téli európai ifjúsági olimpiai fesztivál összesített éremtáblázata műkorcsolyában | A 2017. évi téli európai ifjúsági olimpiai fesztivál összesített éremtáblázata műkorcsolyában | A 2017. évi téli európai ifjúsági olimpiai fesztivál összesített éremtáblázata műkorcsolyában | Olimpia  |
| --------------------------------------------------------------------------------------------- | --------------------------------------------------------------------------------------------- | --------------------------------------------------------------------------------------------- | --------------------------------------------------------------------------------------------- | --------------------------------------------------------------------------------------------- | -------- |
|                                                                                               | Ország                                                                                        | Arany                                                                                         | Ezüst                                                                                         | Bronz                                                                                         | Összesen |
| 1.                                                                                            | Oroszország                                                                                   | 2                                                                                             | 0                                                                                             | 0                                                                                             | 2        |
| 2.                                                                                            | Olaszország                                                                                   | 0                                                                                             | 1                                                                                             | 1                                                                                             | 2        |
| 3.                                                                                            | Ukrajna                                                                                       | 0                                                                                             | 1                                                                                             | 0                                                                                             | 1        |
| 4.                                                                                            | Grúzia                                                                                        | 0                                                                                             | 0                                                                                             | 1                                                                                             | 1        |
|                                                                                               |                                                                                               |                                                                                               |                                                                                               |                                                                                               |          |
| Összesen                                                                                      | Összesen                                                                                      | 2                                                                                             | 2                                                                                             | 2                                                                                             | 6        |

## Eredmények

### Férfi
| A 2017. évi téli európai ifjúsági olimpiai fesztivál érmesei férfi műkorcsolyában |                           |        |                           |        |                    |        |
| Versenyszám                                                                       | Arany                     | Arany  | Ezüst                     | Ezüst  | Bronz              | Bronz  |
| Férfi                                                                             | Oroszország Petr Gumennik | 195,21 | Olaszország Daniel Grassl | 178,24 | Grúzia Nika Egadze | 155,18 |

### Női
| A 2017. évi téli európai ifjúsági olimpiai fesztivál érmesei női műkorcsolyában |                            |        |                          |        |                              |        |
| Versenyszám                                                                     | Arany                      | Arany  | Ezüst                    | Ezüst  | Bronz                        | Bronz  |
| Női                                                                             | Oroszország Alina Zagitova | 187,06 | Ukrajna Anastasia Gozhva | 127,18 | Olaszország Lucrezia Gennaro | 125,53 |